# Diviziunile administrative istorice ale României

## Prezentare generală

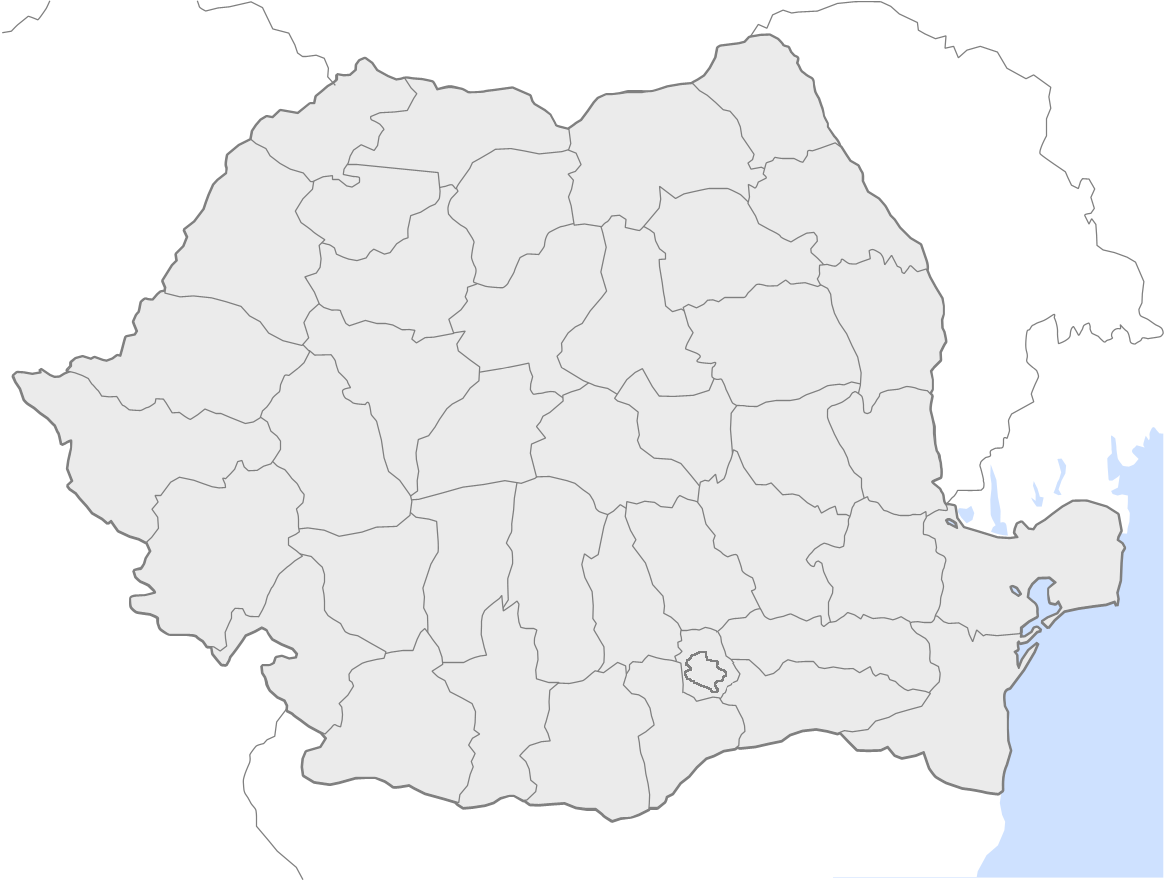
Harta județelor românești

Cea mai veche organizare în „județe” a Principatelor Valahia, respectiv „ținuturi” din Moldova, datează cel puțin de la sfârșitul secolului al XIV-lea. Județul Vâlcea este atestat documentar la 8 ianuarie 1392 printr-un act emis de Mircea cel Bătrân, fiind primul județ atestat documentar în România.
Fiecare județ, respectiv ținut, era condus de un jude, respectiv pârcălab, o persoană desemnată oficial care avea funcții administrative și judiciare într-un mod inspirat din organizarea târzii Imperiului Bizantin. Transilvania, când făcea parte din istoricul Regatul Ungariei (în Evul Mediu), un Principat independent sau o  Domeniul Habsburgic (în epoca modernă până la Primul Război Mondial) a fost împărțit în comitate(județe regale) (latină: comitatus), conduse de comes (conți regali) cu funcții administrative și judiciare. Termenul „județ” a început să fie folosit în română ca termen general pentru toate diviziunile administrative de la mijlocul secolului al XIX-lea.
Când România modernă s-a format în 1859 prin unirea Țării Românești și a Moldovei, apoi s-a extins în 1918 prin uniunea Transilvaniei, precum și a Bucovina  și Basarabia (părți ale Moldovei achiziționate temporar de către Habsburgi, 1775–1918, respectiv Țarii Ruși, 1812–1917), diviziunea administrativă a fost modernizată folosind departamentele franceze ca model. Cu excepția perioadei perioada comunistă, acest sistem a rămas în vigoare. Un prefect (din latinescul praefectus) este numit pentru fiecare județ. Prefectul este reprezentantul guvernului în județ și șeful administrației locale în zonele nedeprinse autorităților locale. Până în 1950, fiecare județ a fost împărțit într-un număr de plăși (la singular plasă), fiecare administrat de un pretor (din latinescul  pretor), numit de prefect. În prezent, România nu are unități NUTS-4, județele fiind compuse direct din orașe (cu sau fără statut de municipiu) și comune.
Ca în toate democrațiile moderne, puterea politică în România este împărțită în trei ramuri independente: legislativă, executivă și judecătorească. „Prefectul” și administrația sa au doar prerogative executive. Cu toate acestea, circumscripțiile teritoriale ale sistemului judiciar românesc se suprapun cu granițele județene, evitând astfel complicații suplimentare. Concomitent cu alegerile locale (ale primarilor și consilierilor pentru orașe și comune), Consiliul Județean (consiliu județean) este ales direct pentru fiecare județ, iar, din 2008, președintele Consiliului Județean este și el. ales prin vot direct. Deocamdată, puterile legislative ale consiliilor județene sunt destul de reduse, dar există planuri pentru o mai mare descentralizare. (Aceste planuri, totuși, solicită introducerea de Consilii Regionale pentru cele 8 regiuni de dezvoltare de nivelul NUTS-2.)

## Înainte de Primul Război Mondial

Județele României, 1864–1878

Județele României, 1878–1912

Din 1872, România era organizată în 33 de județe dintre care 17 în Țara Românească (12 în Muntenia și 5 în Oltenia), iar 16 în Moldova (13 în Moldova Occidentală și 3 în Sudul Basarabiei: jud. Cahul, Bolgrad și Ismail).
După Independență, România a pierdut Basarabia de Sud și a primit Dobrogea de Nord. Vechiul Regat Român a fost împărțit în 32 de județe, cu următoarele locuri:
| - Județul Argeș - Pitești - Județul Bacău - Bacău - Județul Botoșani - Botoșani - Județul Brăila - Brăila - Județul Buzău - Buzău - Județul Constanța - Constanța - Județul Silistra Nouă (1878–1879, comasat în județul Constanța) – Rasova/Cernavodă/Medgidia - Județul Covurlui - Galați - Județul Dâmbovița - Târgoviște - Județul Dolj - Craiova - Județul Dorohoi - Dorohoi - Județul Fălciu - Huși - Județul Gorj - Târgu Jiu - Județul Ialomița - Călărași - Județul Iași - Iași - Județul Ilfov - București | - Județul Mehedinți - Turnu Severin - Județul Muscel - Câmpulung - Județul Neamț - Piatra Neamț - Județul Olt - Slatina - Județul Prahova - Ploiești - Județul Putna - Focșani - Județul Râmnicu Sărat - Râmnicu Sărat - Județul Roman – Roman - Județul Romanați - Caracal - Județul Suceava - Fălticeni - Județul Tecuci - Tecuci - Județul Teleorman - Turnu Măgurele - Judetul Tulcea - Tulcea - Județul Tutova - Bârlad - Județul Vaslui - Vaslui - Județul Vâlcea - Râmnicu Vâlcea - Județul Vlașca - Giurgiu |  |

După Al Doilea Război Balcanic, România a primit partea de sud a Dobrogei, între Dunăre, râul Beli Lom, râul Kamchiya și Marea Neagră, care a fost împărțită în două județe:
- Județul Durostor - Silistra
- Județul Caliacra - Bazargic

## România interbelică

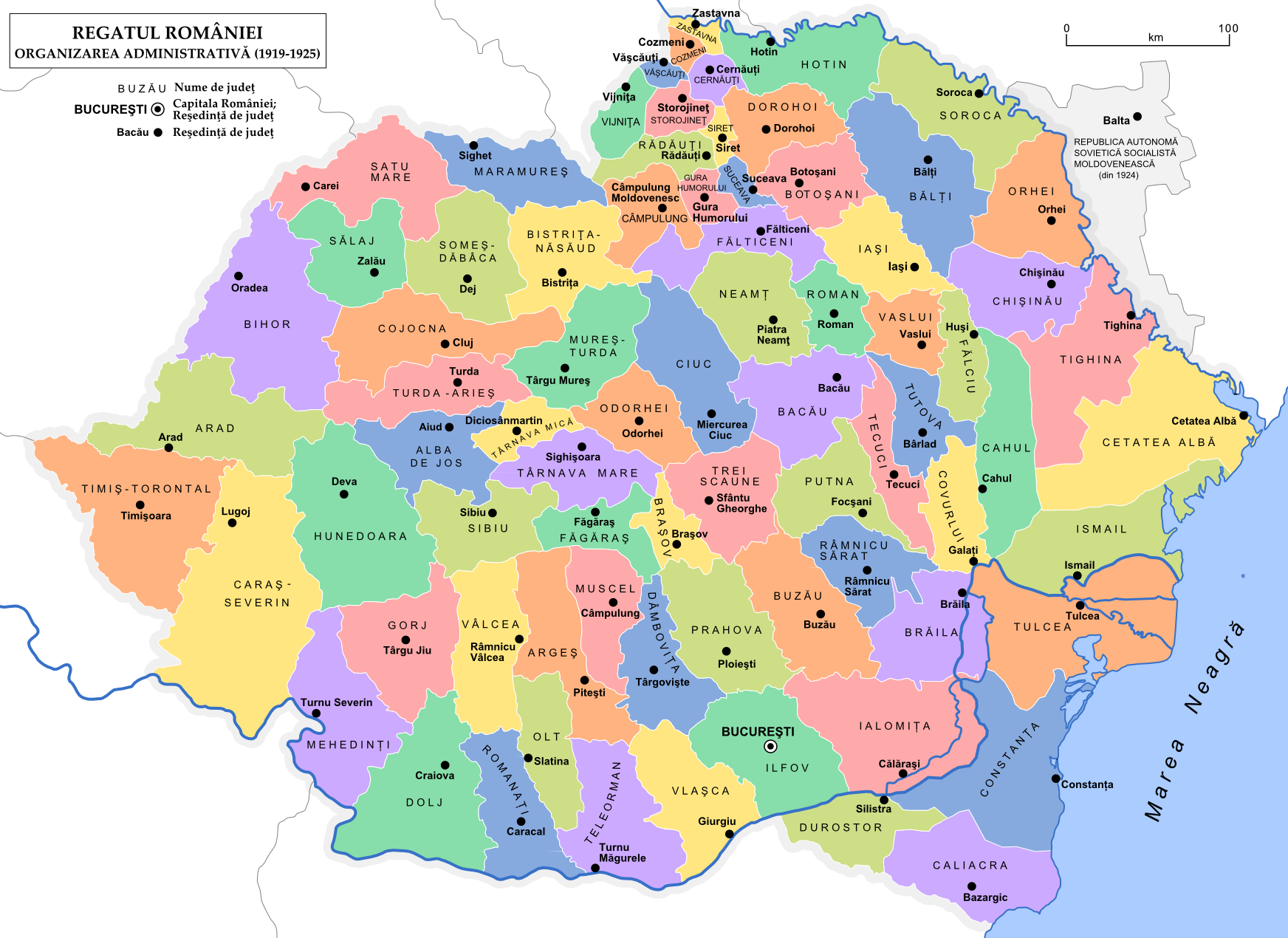
Organizația administrativă a Regatului României între 1919 și 1925

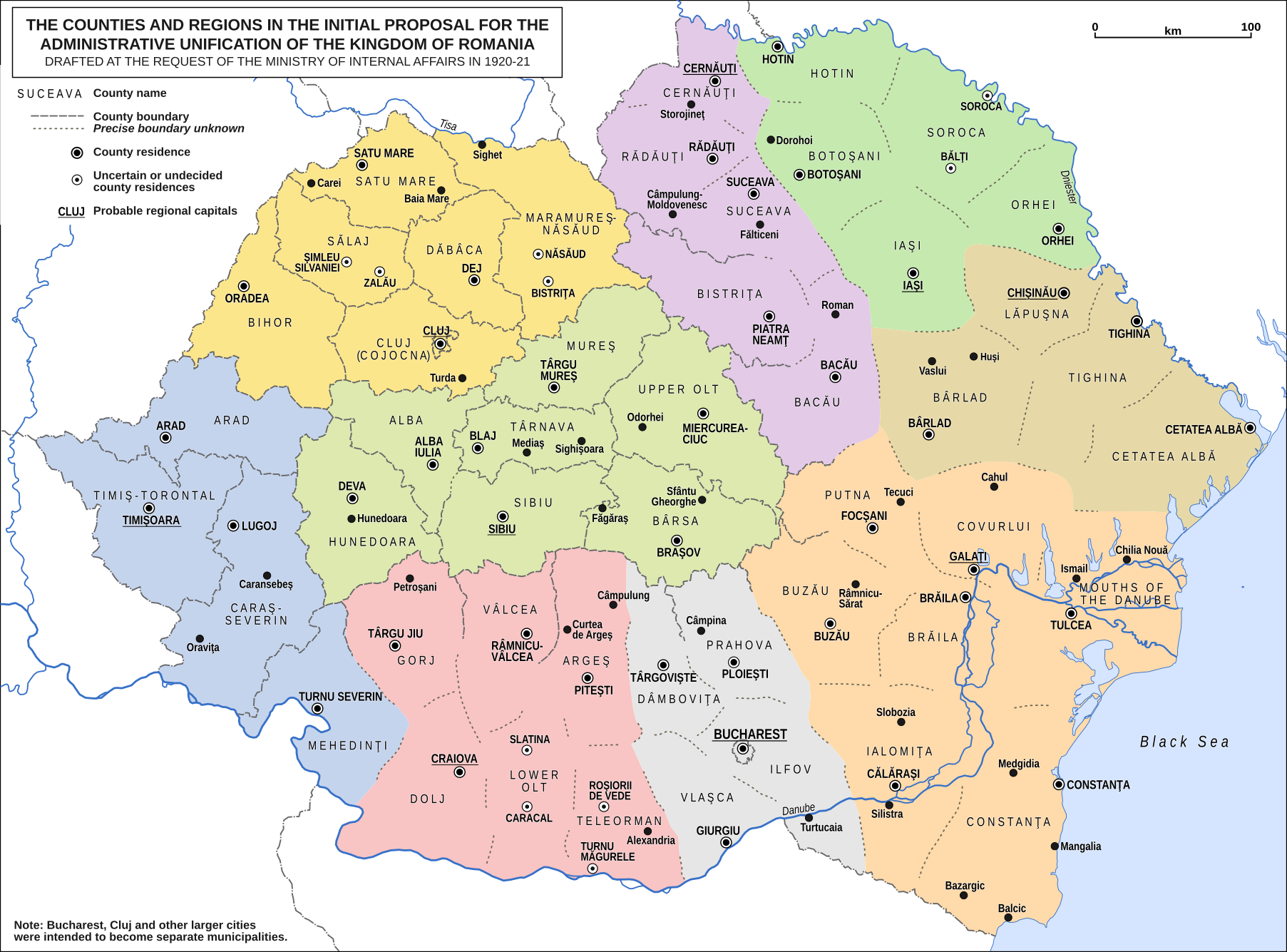
Propunerea inițială de unificare administrativă a României interbelice (Comisia Simion Mehedinți, 1920) urmărea crearea a 48 de județe și 9 regiuni.

Între 1919 și 1925 s-a păstrat specificul organizării administrative în noile teritorii. Era format din aproximativ 76 de județe sau părți de județe. În 1923, România a adoptat un nouă Constituție, și a unificat sistemele administrative tradiționale ale Transilvaniei, Bucovinei și Basarabiei cu cele ale Vechiului Regat al României. Granițele județene au fost păstrate în mare parte intacte, cu doar câteva ajustări minore. Ca urmare a legii de unificare administrativă din 1925, teritoriul a fost împărțit în 71 de județe, 489 de districte (plăși) și 8.879 de comune.

Cele 71 de județe ale României între 1927 și 1938 cu subdiviziunile lor (plăși))

Unele dintre cele 71 de „județe” există și astăzi, un număr s-au pierdut în timpul celui de-al Doilea Război Mondial, iar unele au dispărut. Acestea din urma sunt:
- Județul Baia – împărțit între Neamț, Suceava și Iași
- Județul Caraș – a fuzionat cu Severin pentru a forma Caraș-Severin
- Județul Câmpulung – a fuzionat cu Suceava
- Județul Ciuc – a fuzionat cu Odorhei și redenumit în Harghita
- Județul Covurlui – a fuzionat în Galați
- Județul Dorohoi – a fuzionat cu Botoșani
- Județul Făgăraș – împărțit între Brașov și Sibiu
- Județul Fălciu – a fuzionat cu Vaslui
- Județul Ialomița – împărțit între Ialomița și Călărași
- Județul Muscel – a fuzionat cu Argeș
- Județul Odorhei – a fuzionat cu Ciuc și redenumit în Harghita
- Județul Putna – rebotezat în Vrancea
- Județul Rădăuți – a fuzionat cu Suceava
- Județul Râmnicu Sărat – împărțit între Vrancea, Buzău și Brăila
- Județul Roman –  a fuzionat cu Neamț
- Județul Romanați – împărțit între Dolj și Olt
- Județul Severin – a fuzionat cu Caraș pentru a forma Caraș-Severin
- Județul Someș – împărțit între Județul Maramureș, Cluj, Sălaj și Bistrița-Năsăud
- Județul Târnava Mică – împărțit între Alba, Sibiu și Mureș
- Județul Târnava Mare – împărțit între Brașov, Sibiu și Mureș
- Județul Tecuci – împărțit între Galați, Bacău și Vaslui
- Județul Timiș-Torontal – renumit Timiș
- Județul Trei Scaune – rebotezat în Covasna
- Județul Turda – împărțit între Cluj și Alba
- Județul Tutova – a fuzionat cu Vaslui
- Județul Vlașca – rebotezat în Giurgiu

### Ținuturi: 1938–1940

Regiunile României (August 14, 1938 – September 16, 1940)

Regiunile României (September 16–22, 1940)

Ca parte a reformei administrative a Regelui Carol al II-lea din 14 august 1938, au fost create 10 regiuni (ținuturi), fiecare dintre acestea incluzând câteva dintre cele 71 de județe existente. Județele au fost păstrate ca unități administrative, dar majoritatea responsabilităților lor au fost transferate noilor regiuni. Fiecare regiune era condusă de un guvernator regional ("Resident Regal"), care supraveghea prefecții de județ, iar fiecare regiune avea un consiliu regional. Guvernatorul regional a fost numit direct de rege.
Scopul noilor regiuni a fost de a lega județele mai sărace și mai bogate și de a face uitate regiunile istorice (Basarabia, Bucovina, Transilvania etc.). Vechile identități regionale au continuat însă sub noua organizare (de exemplu, Transilvănean identitate regională în Ținutul Mureș și bucovinean identitate regională în Ținutul Suceava).
Noile regiuni au fost de scurtă durată: toate regiunile, cu excepția Ținutul Olt și Ținutul Timiș, pierduseră teritoriu în septembrie 1940, ca urmare a cedarii Basarabiei și a Bucovinei de Nord către URSS, Dictatul de la Viena și Tratatul de la Craiova. După căderea regimului personal al lui Carol al II-lea (așa-numita dictatură regală) la 6 septembrie 1940, Ținuturi Timiș, Mureș, Mării , Dunărea de Jos, Prut și Suceava au fost restructurate la 16 septembrie 1940. Toate regiunile au fost desființate doar câteva zile mai târziu, pe 22 septembrie 1940.

Conform Jurnalului Oficial din 14 august 1938, cele 10 regiuni și capitalele lor erau următoarele:
| Regiune                                                                | Capitala   |
| ---------------------------------------------------------------------- | ---------- |
| Ținutul Olt (denumit în proiectul de lege: Ținutul Jiu)                | Craiova    |
| Ținutul Bucegi (denumit în proiectul de lege: Ținutul Argeș)           | București  |
| Ținutul Mării                                                          | Constanța  |
| Ținutul Dunărea de Jos (denumit în proiectul de lege: Ținutul Dunării) | Galați     |
| Ținutul Nistru                                                         | Chișinău   |
| Ținutul Prut                                                           | Iași       |
| Ținutul Suceava                                                        | Cernăuți   |
| Ținutul Mureș                                                          | Alba-Iulia |
| Ținutul Someș (denumit în proiectul de lege: Ținutul Crișuri)          | Cluj       |
| Ținutul Timiș                                                          | Timișoara  |

Câteva regiuni au primit alte denumiri în proiectul de lege (menționat între paranteze). Toate regiunile au fost numite după râuri, cu excepția Ținutul Mării, i.e. Regiunea Marea (Neagră), și Ținutul Bucegi, numit după Munții Bucegi.

## Schimbările celui de-al Doilea Război Mondial

### Basarabia
După recuperarea Basarabiei, în 1941 a fost înființată Guvernământul Basarabiei cu capitală la Chișinău și a existat până în 1944. Ea cuprindea județele Bălți, Cetatea Albă, Cahul, Chilia  (nou înființat), Ismail, Lăpușna, Orhei, Soroca și Tighina.

### Bucovina
În urma recuceririi Bucovinei de Nord, Guvernământul Bucovinei cu capitală la Cernăuți (Cernăuți) a existat din 1941 până în 1944. Ea cuprindea județele Câmpulung, Cernăuți, Dorohoi, Hotin, Rădăuți și Storojineț. Suceava.

### Administrația Transnistriei (1941–1944)

Diviziunile administrative ale României în 1942

Acest teritoriu a fost administrat de România pentru scurt timp în 1941–1944, când țara era guvernată de o dictatură militară aliată cu Germania nazistă. Acesta a constat dintr-un teritoriu sovietic propriu-zis dintre râurile Nistru și Bugul de Sud. În prezent, cea mai mare parte se află în Ucraina, cu părți mici în Republica Moldova (Transnistria). Acest teritoriu a fost ținut sub ocupație militară românească și nu a fost anexat de România. A fost împărțit în 13 județe:
- Județul Ananiev
- județul Axe
- Judetul Berezovca
- Județul Dubăsari
- Judetul Golta
- Judetul Jugastru
- Județul Moghilău
- Județul Oceanului
- Judetul Odesa
- Judetul Ovidiopol
- Județul Râbnița
- Judetul Tiraspol
- Judetul Tulcin

### Pierdut în timpul și după război
La Bulgaria
În 1913, ca urmare a celui de-al Doilea Război Balcanic, România a achiziționat Sudul Dobrogei de la Bulgaria, anexând această regiune istorică în granițele României. În 1940, Germania nazistă și Italia fascistă au forțat România să o returneze Bulgariei (vezi Tratatul de la Craiova). România nu a revendicat această zonă nici după încheierea celui de-al Doilea Război Mondial, nici la căderea comunismului.
- Caliacra (acum Provincia Dobrich, Bulgaria)
- Durostor (acum Provincia Silistra, Bulgaria)

La Uniunea Sovietică
În 1940, Uniunea Sovietică a ocupat Basarabia, nordul Bucovinei și regiunea Herța (partea de nord-vest a județului Dorohoi din Moldova). De la căderea Uniunii Sovietice în 1991, aceste teritorii au făcut parte din noile state independente Moldova și Ucraina.
| în Republica Moldova - Județul Bălți - Județul Cahul - jumătatea de sud a județului Hotin - Județul Orhei - Județul Lăpușna - Județul Soroca - Județul Tighina - o mică parte din Comitatul Ismail - o mică parte din județul Cetatea Albă | în Ucraina - Județul Cernăuți - cea mai mare parte a județului Cetatea Albă - Regiunea Hertsa (o mică parte din județul Dorohoi) - jumătatea de nord a județului Hotin - cea mai mare parte a Comitatului Ismail - parte a județului Rădăuți - Județul Storojineț |

## România Comunistă

### Republica Populară România
În 1951, Partidul Muncitoresc Român a schimbat diviziunea administrativă a României în modelul sovietic (regiuni și raioane), dar a revenit la sistemul județean în 1968, deși granițele județului erau destul de diferite față de perioada interbelică. O mică ajustare a fost efectuată în 1981: fostele județe Ilfov și Ialomița au fost reorganizate în județele actuale Giurgiu, Călărași, Ialomița și Ilfov.
O nouă lege a împărțirii administrative din 6 septembrie 1950, a desființat cele 58 de județe rămase (precum și cele 424 de „plăși” și cele 6.276 de comune urbane și rurale), înlocuindu-le cu 28 de regiuni compuse din 177 de raioane, 148 de orașe și 4.052 comune. În 1952 numărul regiunilor a fost redus la 18: Arad, Bacău, Baia Mare, Bârlad, București, Cluj, Constanța, Craiova, Galați, Hunedoara, Iași, Oradea, Pitești , Ploiești, Stalin, Suceava, Timișoara, și pentru prima dată și unitate administrativă autonomă pe criterii etnice, Regiunea Autonomă Maghiară. În 1956 au fost desființate și regiunile Arad și Bârlad. În 1960, unitatea autonomă maghiară a fost redenumită „Regiunea Mureș-Autonomă Maghiară” odată cu schimbările pe teritoriul său. Numărul final de regiuni a fost de 16.

Regiunile României între 1950 și 1952

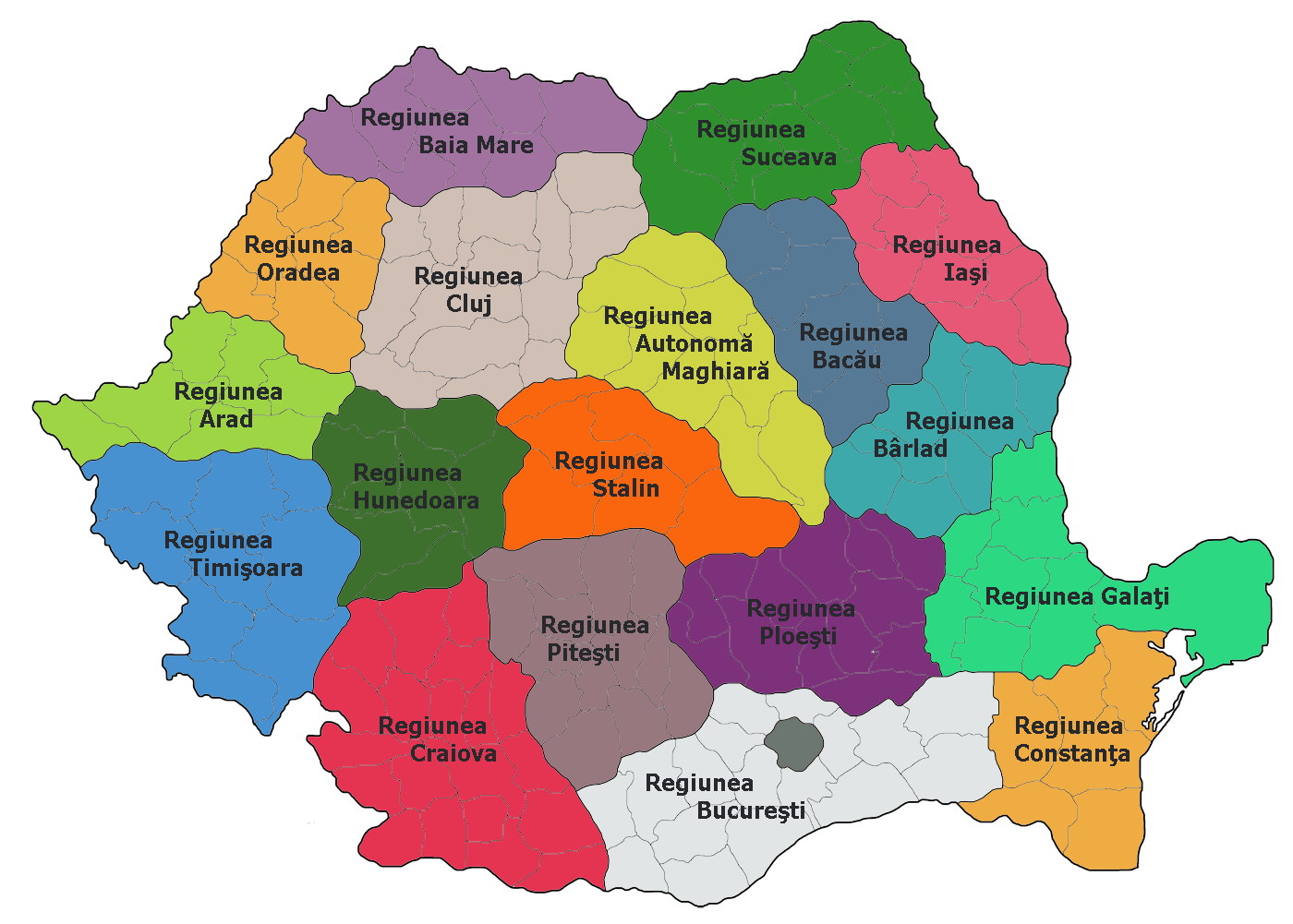
Regiunile României între 1952 and 1956

Regiunile și raioanele României între 1964 and 1967

|  |  |  |

### Republica Socialistă România
În februarie 1968, vechea diviziune administrativă a „județului” a fost repusă. La 14 ianuarie 1968, propunerea de lege cuprindea 35 de județe. Rezultatul final a fost substanțial diferit de situația existentă înainte de 1950. Aceasta includea 39 de județe, municipiul București, 236 de orașe, dintre care 47 municipii, și 2706 comune cuprinzând 13149 de sate. Au fost mai multe motive pentru refacerea „județelor”. În primul rând, regimul Nicolae Ceaușescu a dorit să se distanțeze de Uniunea Sovietică, iar renunțarea la modelul administrativ sovietic a fost un mijloc de a realiza acest lucru. Pe de altă parte, regimul avea o viziune naționalistă, și readucerea unui vechi sistem românesc potrivit cu ideologia predominantă. În cele din urmă, în primii săi ani, Ceaușescu a fost preocupat de înlocuirea funcționarilor numiți de predecesorul său Gheorghe Gheorghiu-Dej și de crearea propriei baze de putere; demiterea administrațiilor regionale și numirea propriilor oficiali județeni a fost un pas în acest proces.

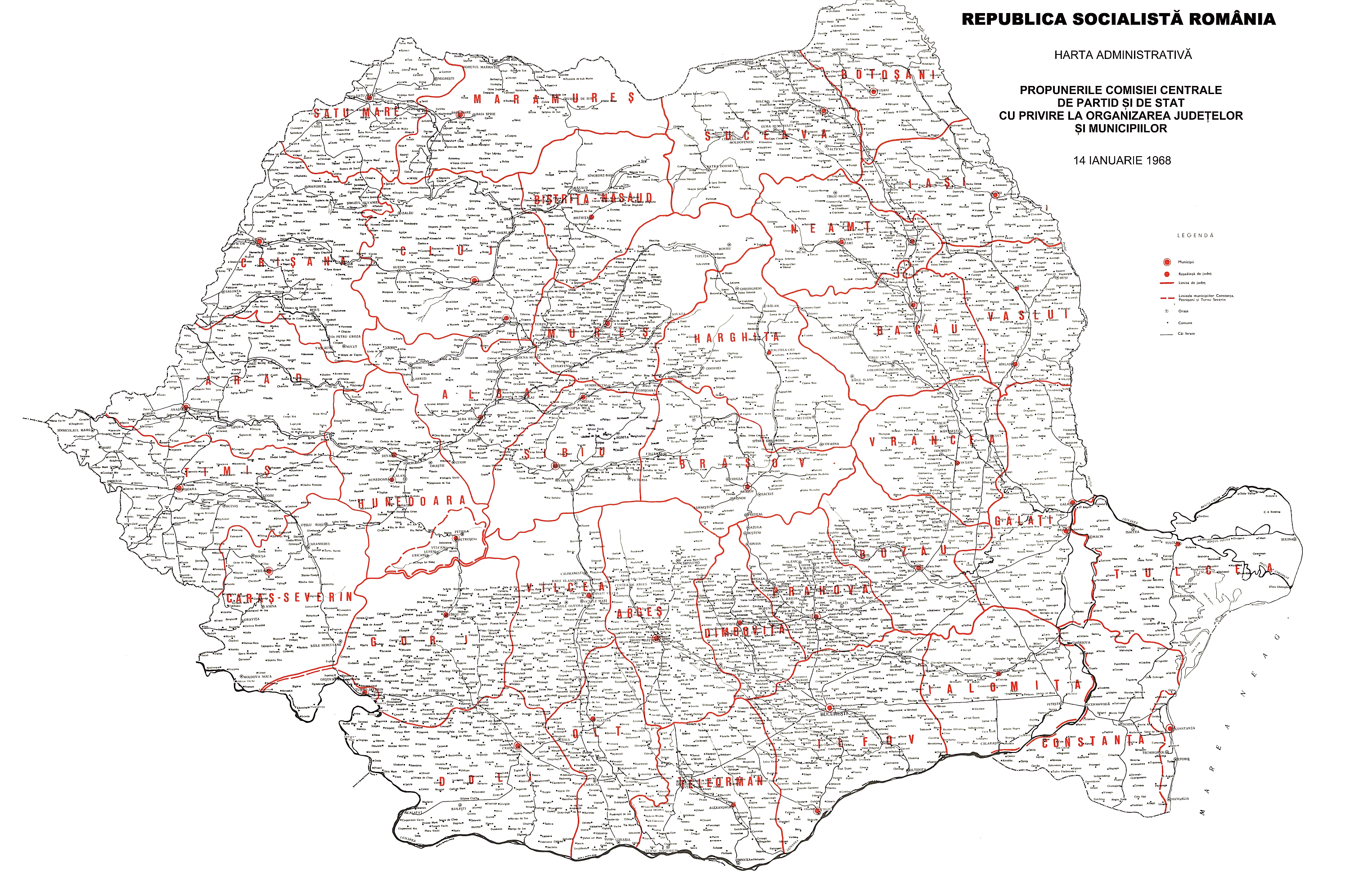
Propunerea originală din 1968 cu 35 de județe

Județele actuale impuse asupra judeţelor interbelice

|  |  |

## Situația actuală
Format:Principale
În 1981, Județul Ilfov a fost împărțit într-un așa-numit „Sector Agricol” al Ilfov (Sectorul Agricol Ilfov) și Județul Giurgiu nou creat, iar Județul Călărași a fost creat prin desprinderea părții de sud a județului Ialomița. Granițele județene introduse în 1968 sunt în mare parte în vigoare în prezent, dar reformele administrative din anii 1990 au transferat funcțiile diferitelor autorități în conformitate cu tranziția de la un sistem totalitar comunist la o democrație modernă. Singura ajustare teritorială după 1989 a avut loc în 1995, când Județul Ilfov a fost format din așa-numitul „sector agricol” al Municipiului București (Sectorul Agricol Ilfov). Odată cu integrarea României în structurile europene, județele sale au devenit NUTS divizii de nivel 3 ale Uniunii Europene. În prezent, România este împărțită în 41 de județe și Municipiul București.

## Evoluții viitoare
Din 2010–2011 au existat mai multe propuneri de reorganizare administrativă a României făcute de comisia prezidențială însărcinată cu analiza actualului sistem politic și constituțional. Majoritatea acestor recomandări vizează reînființarea parțială a județelor în forma lor anterioară anului 1950 (Nivel NUTS III). Dacă s-ar adopta această reformă, județele ar fi grupate în mai multe regiuni (9 până la 15) pe baza unor caracteristici istorice și economice comune (nivel NUTS II). Regiunile vor fi la rândul lor grupate în 4–6 macroregiuni (nivel NUTS I). Mai mult, o diviziune de nivel NUTS IV, numită plasă sau canton, ar fi probabil adăugată pentru a îndeplini  UE cerinte statistice si administrative.
O altă propunere, bazată pe 15 euro-regiuni autonome (printre acestea o regiune cu bază etnică cu o majoritate maghiară consistentă formată din Mureș, Harghita și  județele Covasna) grupate în 5 macroregiuni statistice (NUTS I), a fost realizată de Uniunea Democratică a Maghiarilor din România.
În 2018, a avut loc referendumul denumirii în Județul Olt pentru a-l redenumi în „Județul Olt-Romanați” în memoria fostului județ Romanați, dar nu a atins prezența cerută și deci a eșuat.